# خانه رضوان
خانه رضوان مربوط به دوره قاجار است و در شوشتر، دروازه کوچه اوراضی واقع شده و این اثر در تاریخ ۱۷ اسفند ۱۳۸۱ با شمارهٔ ثبت ۷۹۳۲ به‌عنوان یکی از آثار ملی ایران به ثبت رسیده است.